# Erich Maren Schlaikjer
Erich Maren Schlaikjer (Newtown, Ohio, 22 de novembre, 1905 - 5 de novembre, 1972) fou un geòleg i paleontòleg estatunidenc. Assistint a Barnum Brown, va co-descriure el paquicefalosaure i el Montanoceratops. Altres troballes inclouen el Miotapirus i una nova espècie de Mesohippus.

## Publicacions
- Schlaikjer EM. (1931)	Description of a new Mesohippus from the White River formation of South Dakota: New England Zool. Club Proc., 12, pp35-36.
- Schlaikjer EM. (1932) The osteology of Mesohippus barbouri: Mus. Comp. Zool. Bull., 72, pp391-410.
- Brown B, Schlaikjer EM. (1937) The skeleton of Styracosaurus with the description of a new species: Am. Mus. Novitates. 955 p1-12.